# 假面騎士聖刃 深罪的三重奏
《假面騎士聖刃 深罪的三重奏》（日语：仮面ライダーセイバー 深罪(しんざい)の三重奏(トリオ)）是特摄作品《假面騎士聖刃》衍生的錄影帶首映故事系列作品，東映V-CINEXT的名義系列商品之一。為《令和假面骑士系列》的第二系列錄影帶首映作品。

## 概要
- 本作品的時間點位於《假面騎士聖刃》本篇最終章的八年後。[1]
- 本作品為《令和假面騎士系列》繼《ZERO-ONE Others》之後第二套OV作品。

## 本作特色
- 本作為《假面騎士聖刃》的續篇作品，延續TV本篇最終章8年後的故事[2]，以神山飛羽真、新堂倫太郎、富加宮賢人三名劍士作為主角。[3]。
- 本作繼《RIDER TIME 假面騎士龍騎》後，為第二部TV本篇續篇作品。
- 本作繼《RIDER TIME 假面騎士龍騎》後，第二次於續篇登場與TV本篇登場外觀相同的反派騎士。
- 本作的副標題「深罪的三重奏」於劇中代表了「親情」、「愛情」和「友情」三個含意。
- 本作首次出現於續篇登場身份為父親類型的假面騎士。

## 故事概要
「假面騎士聖刃」之後所描寫的故事。
在拯救世界後過了8年，飛羽真在間宮和須藤芽依的幫助下，與被捲入劍士們的戰鬥而失去父母的少年——陸一起生活。
另一方面，成為翻譯家的富加宮賢人即將與立花結菜結婚，每天過著充實的生活。
但是劍士之間發生奇妙的事件，聖劍的主人一個接一個地消失，新堂倫太郎調查此事件遇見假面騎士Falchion 驚異賽蓮。
Falchion在倫太郎面前解除變身後自稱是倫太郎的父親——篠崎真二郎，讓倫太郎非常動搖，並且賢人也遇見了Falchion，放學後接陸回家的飛羽真也遭到襲擊。
驚異賽蓮奇跡駕馭書究竟隱藏著什麼可怕的力量？時光飛逝，等待飛羽真等人他們的是，最大也是最後的苦難。

## 登場人物
神山飛羽真（かみやま・とうま）（內藤秀一郎飾）
知名小說家『奇幻書屋神山』的店主，原真理之劍的炎之劍士。
假面騎士聖刃（第二任）的變身者。
在本篇拯救世界過了8年之後，收養了陸為養子，並像一個父親一樣對待陸。
由於是個有名的小說家，間宮花了8年消除人們的記憶後才多次瀕臨消失。
最終只有他在恢復的世界中記得間宮陸的存在。
新堂倫太郎（しんどう・りんたろう）（山口貴也飾）
真理之劍的水之劍士。
假面騎士Blades（第二任）的變身者。
在本作中遇到名為篠崎真二郎的男子，而對方對倫太郎自稱為他的父親。
因篠崎真二郎死亡，導致沒有人記得自己後消失。
富加宮賢人（ふかみや・けんと）（青木瞭飾）
真理之劍的雷之劍士。
假面騎士Espada（第二任）的變身者。
在本篇拯救世界過了8年之後，已成為了一名翻譯家，並與女友立花結菜兩人已論及婚嫁。
因立花結菜死亡，導致沒有人記得自己後消失。
須藤芽依（すどう・めい）（川津明日香飾）
神山飛羽真的小說編輯。
尾上亮（おがみ・りょう）（生島勇輝飾）
真理之劍的土之劍士。
在本篇拯救世界過了8年之後，成為了一名小學教師。
在倫太郎被篠崎真二郎消除記憶後消失。
緋道蓮（あかみち・れん）（富樫慧士飾）
真理之劍的風之劍士。
在倫太郎被間宮消除記憶後消失，第一位消失的劍士。
大秦寺哲雄（だいしんじ・てつお）（岡宏明飾）
真理之劍的音之劍士，同時為真理之劍所屬的聖劍工匠。
在倫太郎被篠崎真二郎消除記憶後消失。
尤里（市川知宏飾）
真理之劍的光之劍士。
在倫太郎被篠崎真二郎消除記憶後消失。
神代玲花（しんだい・れいか）（安潔拉芽衣飾）
真理之劍的煙之劍士。

神代凌牙（しんだい・りょうが）（庄野崎謙飾）
真理之劍的時之劍士。

蘇菲亞（知念里奈飾）
真理之劍的管理者。
在倫太郎被篠崎真二郎消除記憶後消失。
白井雪（しろい・ゆき）（長谷部瞳飾）
須藤芽依的上司。

### 本作登場人物
間宮（まみや）（木村了飾）
假面騎士Falchion（第三任）的變身者，同時也是《驚異賽蓮》奇蹟駕馭書的真正持有者。
飛羽真的老友，是名醫生。
因親生父親被劍士的戰鬥遭受到波及而亡，自己則受到打擊失去童年記憶，為了讓全部的劍士消失，讓飛羽真感受失去重要的人的心情，花了八年的時間贏得真理之劍眾人的信任。
實際上為間宮陸撿到無銘劍虛無和《驚異賽蓮》奇跡駕馭書後分離出的其中一個人格。
而他記憶中的父親其實就是飛羽真。
最後與陸共同使用《驚異賽蓮》奇跡駕馭書改變過去拔起無銘劍虛無的事實，讓世界變回沒有被《驚異賽蓮》奇跡駕馭書影響的世界。
立花結菜（たちばな・ゆいな）（飛鳥凛飾）
假面騎士Falchion（第三任）的變身者。
賢人的戀人，兩人之間已論及婚嫁。
實際上因前婚約者被捲入劍士的戰鬥遭受到波及而亡，為了復仇而接近賢人。
最終因未執行契約的關係而被無銘劍虛無貫串身體導致失血過多死亡。
在世界恢復後再次與賢人相遇。
篠崎真二郎（しのざき・しんじろう）（橋本哲飾）
假面騎士Falchion（第三任）的變身者。
出現在倫太郎面前，並自稱為其父親的男人。
為了因劍士的戰鬥而受到傷亡的人們，而打算抹除劍士們的存在。
最終被倫太郎打敗而死亡。
在世界恢復後巧遇倫太郎而在旁靜靜的看著他去約會。
陸（りく）（嶺岸煌櫻飾）
飛羽真所收養的孩子。
其親生父母為因劍士的戰鬥遭受到波及而亡的人，也因此會對火和劍產生恐懼。
實際上為間宮陸撿到無銘劍虛無和《驚異賽蓮》奇跡駕馭書後分離出的其中一個人格。
而他記憶中的父親其實就是飛羽真。
最後與間宮共同使用《驚異賽蓮》奇跡駕馭書改變過去拔起無銘劍虛無的事實，讓世界變回沒有被《驚異賽蓮》奇跡駕馭書影響的世界。

## 本作登場假面騎士

### 假面騎士Espada
變身者：富加宮賢人（替身演員：中田裕士、CV：青木瞭）
原文： / Kamen Rider ESPADA
形態
| 形態名稱                      | 簡介 | 外觀                                                                              | 能力                                                                                              | 必殺技                                                       |
| Arabiana Night 阿拉比亞納之夜 | 原文： Seiken Swordriver 搭配 Arabiana Night Wonder Ride Book（左） 變身的形態。 身高：217.0cm 體重：123.0kg 拳擊力：36.2t 踢擊力：68.3t 跳躍力：71.5m 行動速度：100m / 1.4秒 | 全身以金、黑、午夜藍色為主。除了頭盔以外的外型與假面騎士聖刃 始源戰龍有相似之處。 | 特殊形態。 變身後，武器為由雷鳴劍黃雷變化而成的月光雷鳴劍黃雷，能揮出如月光般閃耀軌跡的優美斬擊。 | 阿拉比亞納之夜必殺斬 原文： 該型態所屬的必殺技（騎士劍技）。 |

### 假面騎士Falchion
變身者：篠崎真二郎 / 間宮 / 立花結菜（替身演員：中田裕士 / 榮男樹 / 藤田慧、CV：橋本哲 / 木村了 / 飛鳥凜）
原文： / Kamen Rider FALCHION
形態
| 形態名稱               | 簡介 | 外觀                                           | 能力 | 必殺技                                                       |
| Amazing Siren 驚異賽蓮 | 原文： Haken Bladriver 搭配 Amazing Siren Wonder Ride Book 變身的形態。 身高：218.2cm 體重：110.2kg 拳擊力：28.1t 踢擊力：59.4t 跳躍力：66.1m 行動速度：100m / 2.0秒 | 全身以黑、白、綠松色為主。整體外觀與永恆不死鳥相似。 | 特殊形態。 與擁有特殊力量的《驚異賽蓮》奇蹟駕馭書簽訂契約，獲得了與其他劍士相當的力量。 其中，由篠崎變身的假面騎士Falchion，能召喚無聲犧牲者們的幻影，將對手拖入絕望的技能。 | Amazing Wonder 原文： 召喚血淋淋的亡者們。 神獸無雙斬 原文： |

## 本作限定登場道具

### 變身道具
- 《阿拉比亞納之夜》奇跡駕馭書

原文： / ARABIANA NIGHT WONDER RIDE BOOK
因賢人想要拯救結菜的心願，而由《艾倫吉納的神燈》奇蹟駕馭書變化而成的故事集型奇蹟駕馭書，也是假面騎士Espada變身成特殊形態的道具。
變身音效為「月光黃雷拔刀！月華將照耀出黑闇 一千零一個故事 阿拉比亞納之夜！SPARKLE NIGHT！ （月光黃雷抜刀！月華が闇を照らし出す 千と一つの物語 アラビアーナナイト！SPARKLE NIGHT！）」
聖劍插回驅動器按下板機拔出劍刃發動劍技必殺技，音效為「必殺讀破！」；必殺技的音效為「月光黃雷拔刀！阿拉比亞納之夜必殺斬！（月光黃雷抜刀！アラビアーナナイト必殺斬り！）」
按壓驅動器上的奇跡駕馭書展開的頁面進入必殺技待機狀態，音效為「阿拉比亞納之夜必殺讀破（アラビアーナナイト必殺読破）！」；再次按壓頁面發動踢擊必殺技的音效為「阿拉比亞納之夜必殺擊（アラビアーナナイト必殺撃）！」

### 專屬武器（聖劍）
- 聖劍·月光雷鳴劍黃雷

原文： / SEIKEN GEKKOU RAIMEIKEN IKAZUCHI
本作中出現的聖劍，同時也是假面騎士Espada的專屬武器。
本作中在賢人變身成Espada 阿拉比亞納之夜後，聖劍·雷鳴劍黃雷變化而成的全新樣貌。

### 奇跡駕馭書（Wonder Ride Book）
| 英文名稱       | 日文名稱               | 中文名稱       | 書籍類型 | 書籍屬性 | 書籍介紹文                               | 音效                                                                           | 能力                                      | 備註 |
| -------------- | ---------------------- | -------------- | -------- | -------- | ---------------------------------------- | ------------------------------------------------------------------------------ | ----------------------------------------- | --- |
| Arabiana Night | アラビアーナナイト     | 阿拉比亞納之夜 | 故事     | 月光黃雷 | 有本千之夜所編織而成的罪與魔法的故事！   | 綴詞音效為「宏偉的故事！ （壮大なる物語！）」                                  | 變身或轉換形態。 Espada：阿拉比亞納之夜。 | 書內記載著『阿拉比亞納之夜』的傳承。 書籍是以《一千零一夜》為藍本。 |
| Amazing Siren  | アメイジングセイレーン | 驚異賽蓮       | 神獸     | 虛無     | 曾經有個足以傳頌的美妙歌聲如今再次響徹！ | 無銘劍虛無的讀取音效為「神獸！」 綴詞音效為「曾經的神獸！ （かつての神獣！）」 | 變身或轉換形態。 Falchion：驚異賽蓮。     | 書內記載著『驚異賽蓮』的傳承。 書籍中的神獸名字取自《希臘神話》中的傳奇生物《賽蓮》一角。 擁有能將人的記憶做改寫和削去指定人物存在的能力，並且能複製無銘劍虛無和書給其他人進行契約並使用，違約則會被反噬。 在世界恢復正常後，該駕馭書由神山飛羽真所持有。 |

## 樂曲
「Bittersweet」
- 演唱：内藤秀一郎、山口貴也、青木瞭、川津明日香
- 作詞：渡部紫緒
- 作曲：

## 演員
- 神山飛羽真 - 內藤秀一郎
- 新堂倫太郎 - 山口貴也
- 富加宮賢人 - 青木瞭
- 須藤芽依 - 川津明日香
- 尾上亮 - 生島勇輝
- 緋道蓮 - 富樫慧士
- 大秦寺哲雄 - 岡宏明
- 尤里 - 市川知宏
- 神代玲花 - 安潔拉芽衣
- 神代凌牙 - 莊野崎謙
- 白井雪 - 長谷部瞳
- 間宮 - 木村了
- 陸 - 嶺岸煌櫻
- 立花結菜 - 飛鳥凜
- 篠崎真二郎 - 橋本哲
- 蘇菲亞 - 知念里奈
- Lucky - フェスタ
- 童年間宮 / 童年陸 - 松原冬真
- 童年飛羽真 - 新垣翼
- 童年倫太郎 - 宮宇地怜央
- 童年芽依 - 新井笑琳
- 童年賢人 - 福峯壹真

## 製作人員
- 原作 - 石之森章太郎
- 劇本 - 福田卓郎
- 導演 - 上堀內佳壽也